# Georges Roffavier
Georges Roffavier  ( * 17 de septiembre de 1775 , Lyon - 8 de abril de 1866, ibíd. ) fue un botánico y explorador francés.
Fue Profesor Titular de Botánica en la Facultad de Medicina de Lyons. Y trabajó sobre su Herbario . Fue cofundador de la "Sociedad linneana de Lyon", el 28 de diciembre de 1822.

## Algunas publicaciones
- 1833. Lortet. Notice sur Mme Lortet (membre de la Société Linnéenne de Lyon). 11 pp.
- 1846. Notice sur M. Champagneux membre de la Société linnéenne de Lyon: 1774-1845. 7 pp.

### Libros
- 1835. Supplément a la Flore lyonnaise publiée par le docteur J. B. Balbis en 1827 et 1828; ou description des plantes phanérogames et cryptogames découvertes depuis la publication de cet ouvrage; suivi d'un tableau général contenant la nomenclature méthodique des espèces agames décrites dans la Flore lyonnaise, conjointement avec celles qui ont été trouvées depuis la même époque dans les environs de Lyon. 91 pp.[1]

- La abreviatura «Roffavier» se emplea para indicar a Georges Roffavier como autoridad en la descripción y clasificación científica de los vegetales.[2]